# Juan José Hinojosa Hinojosa
Juan José Hinojosa Hinojosa (General Terán, Nuevo León, 3 de septiembre de 1921-Ciudad de México, 2 de mayo de 2001) fue un empresario, periodista y político mexicano, miembro del Partido Acción Nacional (PAN). Fue en cuatro ocasiones diputado federal.

## Biografía
Realizó la primaria y parte de la secundaria en su población natal, posteriormente cursó estudios de licenciatura en Derecho pero no los concluyó, igualmente tuvo cursos especializados en Recursos Humanos en el Instituto Tecnológico y de Estudios Superiores de Monterrey (ITESM). Laboró desde 1951 hasta su fallecimiento en 2001 en Vidriera Monterrey (Vitro), donde ingresó como vendedor y en 1970 llegó a asumir el cargo de director general de Ventas y miembro del consejo de administración. También fue director general de Compañía Nacional Distribuidora y fue funcionario de BanPaís.
Ejerció como periodista, colaborando en los diarios «Excélsior», «El Financiero» y «El Universal», así como en las revistas «Siempre!» y «Proceso». Paralelamente desrrolló una amplia carrera política en el Partido Acción Nacional (PAN) del que fue militante desde 1940 y con el que llegaría a ser uno de sus primeros miembros en lograr ser elegidos y ejercer como diputados federales. En 1949 fue candidato del PAN a diputado federal por el Distrito 3 de Nuevo León; el Colegio Electoral de la XLI Legislatura le otorgóel triunfo y ejerció en dicha legislatura que concluyó en 1952; fue integrante de la comisión de Industria; y, de Desarrollo Cooperativo.
Fue integrante del comité nacional del partido de 1953 a 1956 siendo presidente Juan Gutiérrez Lascuráin, de 1959 a 1962 con José González Torres y de 1968 a 1978. En 1967 fue postulado candidato a diputado federal por el Distrito 11 del Distrito Federal, pero no logró el triunfo que correspondió al candidato del PRI Pedro Rosas Rodríguez; pero resultó elegido diputado de partido para la XLVII Legislatura que culminó en 1970. En 1973 volvió a ser candidato por el Distrito 11 del Distrito Federal, logrando en esta ocasión el triunfo al recibir 30 409 votos, frente a 30 235 de su oponente del PRI Mariano Villanueva Molina; fungiendo como diputado en la XLIX Legislatura de 1973 a 1976.
Por cuarta y última ocasión elegido diputado federal, esta vez por el principio de representación proporcional a la LII Legislatura de 1982 a 1985. Falleció en la Ciudad de México el 2 de mayo de 2001.